# Манько Григорій Єрофійович
Манько Григорій Єрофійович (псевд. — Ярошевич; 18 (30) листопада 1885, с. Підлипне, нині Конотопський повіт, Чернігівська губ. — 13 жовтня 1974, м. Торонто, провінція Онтаріо, Канада) — український оперний і камерний співак (баритон), актор, режисер. Заслужений артист УРСР (1936).

## Біографія
Народився в 1885 році у с. Підлипне (нині Конотопська міськрада, Сумська обл.) в бідній селянській родині. Закінчив місцеву 4-класну школу. В юнацькі роки працював на цегельні, писарем в канцелярії земського начальника, у залізничній майстерні в Конотопі.
У вересні 1905 року поїхав до Петербурга, почав працювати на вагонобудівному заводі, одночасно здобував середню освіту на вечірніх курсах.
Навчався у 1913—1915 в Єкатеринодарській консерваторії, в 1917—1920 — в Майкопі. З 1907 співав у Петербурзі, пізніше в Українському музично-драматичному театрі, трупах О. Суслова, І. Сагайдачного та ін., в оперних театрах Харкова (1925—1928), Києва (1935—1942).
В 1936 році знявся в ролі Возного у відомому кінофільмі «Наталка Полтавка» (режисер Іван Кавалерідзе). В 1939 р. Григорій Манько та Михайло Донець здійснили запис на грамплатівку дуету Возного та Виборного з опери М. Лисенка «Наталка Полтавка» (редакція В. Йориша), який увійшов до золотого фонду української музичної культури.
В 1942—1944 рр. — артист Українського окружного театру в Коломиї (нині Коломийський академічний обласний український драматичний театр імені І. Озаркевича).
В 1944 році емігрує за кордон.
У 1945—1949 виступав у Німеччині, де організував спільно з артистом І. Тагаєвим Український музично-драматичний театр «Ренесанс».
З 1950 жив у Торонто, де в 1951 організував Український народний театр, яким керував до 1966. В репертуарі театру чільне місце займали твори драматичної Шевченкіани: «Назар Стодоля», «Мати-наймичка» І. Тогобочного, «Катерина» М. Аркаса, «Тарас Шевченко» З. Тарнавського, концертна програма «Будеш, батьку, панувати», основу якої становили твори Великого Кобзаря.
З 1946 вів приватну педагогічну діяльність.
Як режисер поставив опери «Запорожець за Дунаєм» С. Гулака-Артемовського, «Наталка Полтавка», «Майська ніч», «Тарас Бульба» М. Лисенка, оперету «Червона Шапочка» В. Безкоровайного, драму «Брат на брата» О. Лугового.
Помер 13 жовтня 1974 року, похований в м. Торонто.
Художник-графік Микола Бондаренко створив портрет Григорія Манька, який надрукований в альбомі «Корінням із Сумщини».

## Партії
- Іван Карась («Запорожець за Дунаєм» С. Гулак-Артемовського);
- Микола («Наталка Полтавка» М. Лисенко);
- Остап («Тарас Бульба» М. Лисенко);
- Князь Ігор (однойменна опера О. Бородіна);
- Тугар Вовк («Золотий обруч» Б. Лятошинського);
- Валентин («Фауст» Ш. Гуно);